# Discografia de Powerman 5000

## Álbuns de estúdio
| 1995                                               | The Blood Splat Rating System - Lançado: 1 de Dezembro de 1995 - Gravadora: Conscience Records  | —   | — |                   |
| 1997                                               | Mega!! Kung Fu Radio - Lançado: 25 de Fevereiro de 1997 - Gravadora: DreamWorks Records         | —   | — |                   |
| 1999                                               | Tonight the Stars Revolt! - Lançado: 20 de Julho de 1999 - Gravadora: DreamWorks Records        | 29  | 8 | - E.U.A.: Platina |
| 2001                                               | Anyone for Doomsday? - Lançado: 28 de Agosto de 2001 - Gravadora: DreamWorks Records            | —   | — |                   |
| 2003                                               | Transform - Lançado: 20 de Maio de 2003 - Gravadora: DreamWorks Records                         | 27  | — |                   |
| 2006                                               | Destroy What You Enjoy - Lançado: 1 de Agosto de 2006 - Gravadora: DRT Entertainment            | 120 | — |                   |
| 2009                                               | Somewhere on the Other Side of Nowhere - Lançado: 6 de Outubro de 2009 - Gravadora: Mighty Loud | —   | — |                   |
| 2011                                               | Copies, Clones & Replicants - Lançado: 30 de Agosto de 2011 - Gravadora: Cleopatra              | —   | — |                   |
| "—" denota um lançamento que não entrou na parada. |                                                                                                 |     |   |                   |

## Compilações
| Ano  | Detalhes do álbum                                                                                      |
| ---- | --- |
| 2004 | The Good, the Bad, and the Ugly Vol.1 - Lançado: 26 de Outubro de 2004 - Gravadora: Megatronic Records |

## EPs
| Ano  | Título               |
| ---- | -------------------- |
| 1993 | A Private Little War |
| 1994 | True Force           |
| 2006 | Korea Tour EP        |

## Singles
- 1997: "Tokyo Vigilante #1"
- 1997: "Neckbone" (PRO-CD-5042)
- 1997: "Organizized" (PRO-CD-5057)
- 1999: "When Worlds Collide"
- 1999: "Nobody's Real"
- 2000: "Supernova Goes Pop"
- 2000: "Ultra Mega"
- 2001: "Bombshell"
- 2001: "Relax"
- 2003: "Free"
- 2003: "Action"
- 2006: "Wild World"

## Videografia
| Ano  | Título                            |
| ---- | --------------------------------- |
| 2001 | Backstage And Beyond The Infinite |